# 定结灯心草
定结灯心草（学名：Juncus cephalostigma var. dingjieensis）为灯心草科灯心草属头柱灯心草的变种。分布在中国大陆的西藏等地，生长于海拔3,650米的地区，见于山坡陡壁上，目前尚未由人工引种栽培。